# Spirama biformis
Spirama biformis là một loài bướm đêm trong họ Erebidae.